# Adeliz
Az Adeliz női név az Alice név középkori alakváltozata, ez viszont az Adelheid, Alexandra és Elisabeth női nevek önállósult beceneve angolul és franciául. 

## Rokon nevek
Adeliza, Adelheid, Alexa, Alexandra, Alexandrin, Alexandrina, Alica, Alicia, Alícia,  Alisa, Alíz, Aliza, Alízia

## Gyakorisága
Magyarországon 2022 júliusa óta anyakönyveztethető utónév. Egyelőre nincsenek adatok a gyakoriságáról.

## Névnapok
június 29.

## Híres névviselők
- „Adeliza” utónevű személyek szócikkeinek listája a Wikidata alapján